# Пон, Жак
Жак Пон (фр. Jacques Pons, лат. Jacobo Pons; 1538, Лион — 1612, там же) — французский врач и ботаник. Декан лионской медицинской коллегии и королевский врач. Автор нескольких своеобразных трудов, в том числе De nimis licentiosa ac liberaliore intempestivaque sanguinis missione, à plaerisque hodie, magno aegrorum damno usurpata; brevis & per capita digesta tractatio (Лион 1600), в котором автор выступает против излишнего использования кровопускания и In Historiam generalem plantarum Rouillii, duobus tomis et appendice comprehensam breues annotationes et animaduersiones compendiosæ (Лион, 1600) — в нём автор выразил критическое отношение к Historia generalis plantarum (с лат. — «Общая история растений») Жака Далешана.
Однако наибольшую известность принесло автору сочинение, озаглавленное Sommaire traitté des melons, contenant la nature et usage d’iceux, avec les commodités et incommodités qui en reviennent (с фр. — «Краткий трактат о дынях, содержащий их природу и использование, включая происходящие из него преимущества и недостатки», Лион, 1583) — курьезный труд, где автор видит в дынях причину желудочных болезней. Некоторые современные исследователи полагают, что под видом медицинского трактата могла скрываться своеобразная политическая сатира, и что автор проводит параллель между сладостью дынь и сластолюбием королевского двора. Это особенно явно следует из посвящения, которым автор предварил свой труд — оно было адресовано сыну Екатерины Медичи, Генриху. На следующий год после издания Поном трактата он стал королём Франции под именем Генриха III. Известно, что в то время во Франции была большая мода на употребление в пищу дынь, и что Генрих был большим поклонником сладких плодов. Труд был переиздан спустя сто лет, в 1680 году без посвящения, в результате чего в течение последующих столетий Пон считался (возможно, незаслуженно) шарлатаном от ботаники.